# Glypta elevata
Glypta elevata är en stekelart som beskrevs av Dasch 1988. Glypta elevata ingår i släktet Glypta och familjen brokparasitsteklar. Inga underarter finns listade i Catalogue of Life.